# Гомики
«Гомики» (англ. Faggots) — роман 1978 года американского драматурга Ларри Крамера. Роман продолжает оставаться одним из бестселлеров на гей-тематику.

## Содержание
В произведении описана жизнь гей-сообщества Нью-Йорка в 1970-е годы. Это было как раз то время, когда эпидемия СПИДа вот-вот накроет Америку. Гомосексуальная субкультура в романе неразрывно связана с беспорядочным сексом и наркотиками. Действие происходит на Файер-Айленде в гей-сауне «Эверхард» и клубе под названием «Унитаз». Крамер изображает пустую и холодную атмосферу вокруг глори хоул, БДСМ и группового секса. В романе описываются подробности использования более двух десятков наркотиков и одурманивающих веществ, таких как секобарбитал, попперс, ЛСД, метаквалон, алкоголь, марихуана, валиум, PCP, кокаин и героин.

## Реакция и критика
Произведение вызвало бурю негодования в обществе. Оно было удалено с полок книжного магазина имени Оскара Уайльда, его было запрещено продавать в других магазинах Файер-Айленда. Рецензенты отмечали факт, в который трудно было поверить: гей-сми и мейнстрим-издания были единодушны в своей критике романа. На презентации книги Крамер говорил: 

Натуралы думали, что я отвратителен, а гей-сообщество относилось ко мне, как к предателю. Люди в буквальном смысле отворачивались, когда я проходил мимо. Что такого ужасного я сделал? Я изложил правду в письменной форме. Что я сделал? Я лишь сказал долбаную правду всем, кого когда-либо знал.Оригинальный текст (англ.)The straight world thought I was repulsive, and the gay world treated me like a traitor. People would literally turn their back when I walked by. You know what my real crime was? I put the truth in writing. That's what I do: I have told the fucking truth to everyone I have ever met.

В своей книге «Другая любовь» Л. С. Клейн назвал роман «сугубо критическим по отношению к геям, к их типичному поведению, к ценностям, привычкам и ментальности геевской субкультуры», произведением, «в котором с сарказмом и без снисхождения были показаны пустота и бессмысленность гедонистической суеты в утвердившемся геевском сообществе. Жизнь, посвященная похождениям в банях и гей-барах, предстала на всеобщее обозрение. Манерность геев, их провоцирующая сексуальность, истеричность, напускная женственность, весьма близкая к кривлянию, их вызывающие одежды и пустой трёп — всё это было трезво и жестоко высмеяно в романе».